# Dub letní v Kunratické bažantnici (Lišovická)
Dub letní v Kunratické bažantnici v prodloužení ulice Lišovická byl památný strom, který rostl ve východní části bažantnice v lesním porostu poblíž brány u ulice Lesní.

## Parametry stromu
- Výška (m): 35,0
- Obvod (cm): 384
- Ochranné pásmo: vyhlášené – kruh o poloměru 12 m na p.č. 1660/1 k.ú. Kunratice
- Datum prvního vyhlášení: 08.02.2003[1]
- Odhadované stáří: 170 let (k roku 2016)[2]

## Popis
Dub rostl u pěšiny vedoucí od východní brány do bažantnice a svojí výškou převyšoval okolní hustý porost. Jeho kmen byl rovný a mírně nakloněný, trhlina v něm byla však branou pro dřevokazné houby. Neměl rozložitou korunu, protože od své výsadby rostl v zápoji stromů. Jeho zdravotní stav byl i s přihlédnutím k trhlině poměrně dobrý. Rozsáhlá podélná trhlina od báze až po kosterní větvení vyvolala infekci dřeva dřevokaznou houbou a následně i její rozsáhlou hnilobu ve kmeni. V roce 2021 došlo k uschnutí stromu. Bylo přistoupeno ke zrušení ochrany stromu zejména z hlediska nutnosti zajištění provozní bezpečnosti v bezprostředním okolí stromu. Ke zrušení ochrany došlo 5. března 2024.

## Historie
Strom byl vysazen kolem roku 1845 v bažantnici barokně založené v letech 1730-1734. Bažantnice o rozloze 11,3 hektaru navazuje na nedaleký zámek rohovým napojením. Je volně přístupná jako les zvláštního určení.

## Památné stromy v okolí
- Dub letní U Vesteckých
- Dub letní - v bažantnici u rybníčku
- Lípa srdčitá - u zadní brány parku

## Turismus
Okolo dubu vede turistická značená trasa  3128 od kostela v Kunraticích k Dolnomlýnskému rybníku.